# Homoeocera duronia
Homoeocera duronia là một loài bướm đêm thuộc phân họ Arctiinae, họ Erebidae.